# Haraldus Palm
Haraldus Magni Palm, född 1628, död 6 mars 1688 i Vireda församling, Jönköpings län, var en svensk präst i Vireda församling.

## Biografi
Haraldus Palm föddes 1628. Han blev 1648 student vid Uppsala universitet och prästvigdes 1654. Palm blev sistnämnda år komminister i Haurida församling och 1667 kyrkoherde i Vireda församling. Han avled 6 mars 1688 i Vireda församling.